# AC–119
Az AC–119 közvetlen tűztámogatásra kifejlesztett amerikai csatarepülőgép, amely a Fairchild-Hiller repülőgépgyár C–119 Flying Boxcar szállító repülőgépén alapul. A gépet az 1960-as évek második felétől alkalmazta az amerikai és a dél-vietnámi légierő a vietnámi háborúban. Összesen 52 gépet építettek át szállító gépből csatarepülőgéppé. Fő fegyverzetét gépágyúk és géppuskák alkották. Az 1970-es évek elején vonták ki a szolgálatból.

## Története
1965-ben rendszeresítették az amerikai légierőnél a közvetlen földi tűztámogatásra kifejlesztett csatarepülőgép (gunship) koncepció első típusát, az AC–47D-t. A vietnámi háborúban sikeresen alkalmazott gép azonban az erősen elavult C–47 Dakota katonai szállító repülőgépen alapult. A teljesítménye elégtelen volt és a gép alkalmatlan volt az új avionikai berendezések, szenzorok és fegyverzet befogadására. Ezért az Egyesült Államok Légiereje a jól bevált gunship koncepciót egy modernebb repülőgépre akarta alapozni. A Gunship II projekt a négyhajtóműves C–130 szállító repülőgépet vette alapul, melynek eredménye később az AC–130 csatarepülőgép lett. A háborús igények miatt ezzel párhuzamosan azonban elkezdődött a Gunship III projekt is, amely az első vonalbeli szolgálatból éppen kivonás alatt lévő és nagy mennyiségben rendelkezésre álló C–119 Flying Boxcar szállító repülőgépeket vette alapul.
1968-ban a Gunship III projekt keretében első lépésként 16 darab C–119G gépet alakítottak át AC–119G csatarepülőgéppé. A gépeknek eredetileg a Creep (kúszás) nevet adták, de ezt később a Shadow (árnyék) névre változtatták. A gép fő fegyverzetét Minigun géppuskák alkották. Később a Fairchild-Hiller cég további 26 darab C–119G szállító gépet alakított át AC–119K változatú csatarepülőgéppé, melyek fő feladata a Ho-Si-Minh-ösvény ellenőrzése, az ott haladó járművek megsemmisítése volt. A gépek a „G” változattól eltérően két M61 Vulcan gépágyúval is fel voltak szerelve, amellett két J85 kiegészítő gázturbinás sugárhajtóművet is elhelyeztek a szárnyak alatt.
Az összes AC–119 gép átépítését a Fairchild-Hiller cég St. Augusatine-i üzeme végezte.

## Műszaki adatok (AC–119G)

### Geometriai méretek éstömegadatok
- Szárnyfesztáv: 33,31 m
- Hossz: 26,36 m
- Magasság: 8,12 m
- Szárnyfelület: 130 m²
- Üres tömeg: 18 200 kg
- Maximális felszálló tömeg: 28 100 kg

### Motorok
- Motorok száma: 2 db
- Típusa: Wright R–3350–85 Duplex Cyclone
- Maximális (felszálló) teljesítmény: 2610 kW (3500 LE)

### Repülési jellemzők
- Maximális sebesség: 335 km/h
- Gazdaságos utazósebesség: 240 km/h
- Hatótávolság: 3100 km
- Maximális repülési magasság: 7100 m